# 六氧化二氯
六氧化二氯是一种无机化合物，化学式为Cl2O6。这种氯氧化物是氯酸和高氯酸的混合酸酐。

## 制法
它可以由二氧化氯与过量的臭氧反应制得：
{\displaystyle {\rm {\ 2ClO_{2}+2O_{3}\rightarrow 2ClO_{3}+2O_{2}\rightarrow Cl_{2}O_{6}+2O_{2}}}}
也可用氯气与臭氧在光照下直接反应，或者光解二氧化氯以及热分解高氯酸氯制得。
纯净的六氧化二氯由高氯酸氙分解获得：
{\displaystyle {\rm {\ Xe(ClO_{4})_{2}{\xrightarrow {293K}}Xe+Cl_{2}O_{6}+O_{2}}}}

## 结构
它在常温下是深红色发烟液体，固态时为离子化合物高氯酸氯酰盐（[ClO
2]+
[ClO
4]−
）。最早报道它以单体ClO3存在于气相中，但后来证实，即使进行加热蒸发依然以含有氧桥键的双聚体存在，直到更高温度时分解成高氯酸氯（Cl2O4）和氧气。真正的 ClO3 化合物后来被发现了。
六氧化二氯的红色是因为其中包含氯酰基离子。 因此，该化合物中的氯的形式氧化态在气相和冷凝时均保持氯(V)和氯(VII)的混合物。但是，通过破坏一个氧-氯键，氯(VII)周围的电子密度会升高。

## 性质
Cl2O6具有反磁性，它是一种很强的氧化剂。尽管它在室温下稳定存在，但它能与有机化合物剧烈反应甚至爆炸。 它还能氧化不活泼的金属金，生成四高氯酸根合金(III)酸氯酰（[ClO
2]+
[Au(ClO
4)
4]−
）。许多Cl2O6参与的反应证明它是离子晶体（[ClO
2]+
[ClO
4]−
），下面列举一些：
{\displaystyle {\rm {\ NO_{2}F+Cl_{2}O_{6}\rightarrow NO_{2}ClO_{4}+ClO_{2}F}}}
{\displaystyle {\rm {\ NO+Cl_{2}O_{6}\rightarrow NOClO_{4}+ClO_{2}}}}
{\displaystyle {\rm {\ 2V_{2}O_{5}+12Cl_{2}O_{6}\rightarrow VO(ClO_{4})_{3}+12ClO_{2}+3O_{2}}}}
{\displaystyle {\rm {\ SnCl_{4}+6Cl_{2}O_{6}\rightarrow [ClO_{2}]_{2}[Sn(ClO_{4})_{6}]+4ClO_{2}+2Cl_{2}}}}
然而，它也能作为ClO3自由基的供体参与反应：
{\displaystyle {\rm {\ 2AsF_{5}+Cl_{2}O_{6}\rightarrow 2ClO_{3}AsF_{5}}}}
低温下，六氧化二氯溶于浓硫酸或无水磷酸呈凝聚态。用不同频率的电磁波照射可使其发生不同的歧化反应。常温下，它与氟气反应生成氯酰氟、七氧化二氯、氧气和少量氯气，与无水氟化氢反应生成氯酰氟和高氯酸。它也可以用于制备无水高氯酸盐。